# Volební obvod Sarganserland
Volební obvod Sarganserland (německy Wahlkreis Sarganserland) je jedním z 8 volebních obvodů v kantonu St. Gallen ve Švýcarsku, které vznikly podle nové ústavy kantonu St. Gallen z 10. června 2001. Tyto volební obvody již neplní žádné úkoly kantonální správy. Volební obvod je totožný s bývalým okresem Sargans a zahrnuje nejjižnější část kantonu St. Gallen.

## Seznam obcí
| Znak          | Název obce    | Počet obyvatel (31. 12. 2023) | Rozloha (km²) | Hustota zalidnění (obyv./km²) |
| ------------- | ------------- | ----------------------------- | ------------- | ----------------------------- |
| Bad Ragaz     | Bad Ragaz     | 6835                          | 25,40         | 269                           |
| Flums         | Flums         | 5347                          | 75,15         | 71                            |
| Mels          | Mels          | 9538                          | 139,10        | 69                            |
| Pfäfers       | Pfäfers       | 1601                          | 128,46        | 12                            |
| Quarten       | Quarten       | 3085                          | 61,77         | 50                            |
| Sargans       | Sargans       | 6522                          | 9,46          | 689                           |
| Vilters-Wangs | Vilters-Wangs | 5057                          | 32,72         | 155                           |
| Walenstadt    | Walenstadt    | 5852                          | 45,72         | 128                           |
| Celkem (8)    | Celkem (8)    | 43 837                        | 517,78        | 204                           |